# Shire of Koorda
Koorda är en region i Australien. Den ligger i delstaten Western Australia, omkring 210 kilometer nordost om delstatshuvudstaden Perth. Antalet invånare är 431.
Följande samhällen finns i Koorda:
- Koorda

Omgivningarna runt Koorda är i huvudsak ett öppet busklandskap. Trakten runt Koorda är nära nog obefolkad, med mindre än två invånare per kvadratkilometer. Genomsnittlig årsnederbörd är 398 millimeter. Den regnigaste månaden är september, med i genomsnitt 49 mm nederbörd, och den torraste är december, med 10 mm nederbörd.